# Бекмен, Уильям
Уильям Бекмен (англ. William Beckmann; май 1883, Нью-Йорк — ?) — американский борец, серебряный призёр летних Олимпийских игр 1904.
На Играх 1904 в Сент-Луисе Бекмен соревновался только в категории до 71,7 кг. Он выиграл три встречи подряд, но проиграл в финале Чарльзу Эриксену и получил серебряную медаль.